# Calathea sanderiana
Calathea sanderiana är en strimbladsväxtart som först beskrevs av Henry Frederick Conrad Sander, och fick sitt nu gällande namn av Ambroise Gentil. Calathea sanderiana ingår i släktet Calathea och familjen strimbladsväxter. Inga underarter finns listade.